# Kloster Berge
Das Kloster St. Johannes der Täufer auf dem Berge war eine bedeutende Benediktinerabtei in der Nähe der Stadt Magdeburg, bei Buckau. 1565 wandelte es sich in ein protestantisches Stift um. Als evangelische Klosterschule bestand es bis Anfang des 19. Jahrhunderts.

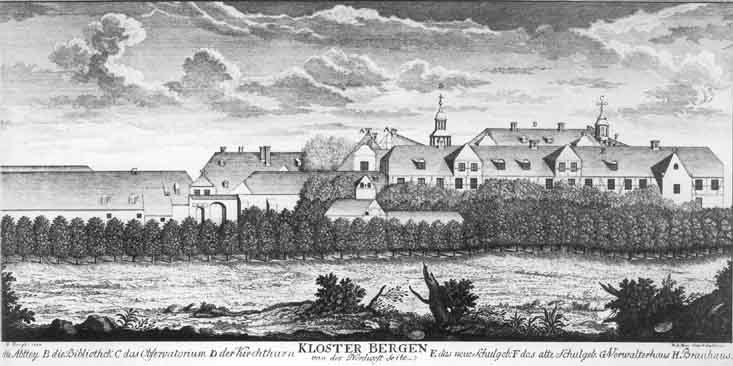
Kloster Berge aus nordwestlicher Sicht, 1780

## Gründung
Das genaue Gründungsjahr des Klosters Berge ist nicht bekannt, vermutet wird das Jahr 955 im Zusammenhang mit dem Beginn des von Otto I. begonnenen Neubaus des späteren Magdeburger Doms. Die geplante und im Jahr 968 verwirklichte Umwandlung des 937 gestifteten Moritzklosters in das Erzbistum Magdeburg machte die Einrichtung einer geistlichen Körperschaft nötig, in die die Mönche umziehen konnten, die nicht in das Domstift eintreten sollten. Die erste urkundliche Erwähnung des Klosters ist datiert auf den 12. April 965. Die Echtheit dieser Urkunde, die die Schenkung des Zehnten aus einigen ostelbischen Dörfern an das „blühende Kloster“ Johannes des Täufers durch Kaiser Otto I. beinhaltet, wird jedoch angezweifelt. Unstreitig sind jedoch Urkunden Ottos I. vom 14. und 17. Januar 970. Mit der ersten wird dem Kloster die freie Abtwahl gewährt, die zweite Urkunde behandelt Schenkungen an das Kloster.
Aufgrund der Lage des neuen Klosters auf einer leichten Bodenerhebung nahe der Elbe bürgerte sich der Name Kloster Berge ein. Diese Bezeichnung ist erstmals 1363 urkundlich nachweisbar.
Von 1009 bis 1022 war der spätere Münsteraner Bischof Siegfried von Walbeck, ein Bruder Thietmars, Abt auf Berge. Um das Jahr 1010 wurde die Klosterkirche fertiggestellt. Bei einem Brand im Jahr 1017 wurden jedoch Teile der Klosteranlage wieder zerstört. 1082 erfolgte die Einweihung einer neuen, im romanischen Stil erbauten Kirche. Die Abtei Berge hatte eine erhebliche Bedeutung für das geistige Leben der Region und dürfte auch missionarische Aufgaben für die ostelbischen Gebiete übernommen haben.
Während im Hochstift Halberstadt der Bauernkrieg tobte, wurde das Kloster im Mai 1525 durch Magdeburger und Sudenburger Bürger geplündert.

## Abriss im Schmalkaldischen Krieg
Da das protestantische, dem Schmalkaldischen Bund angehörende Magdeburg einen Krieg gegen den katholischen Kaiser als unvermeidlich sah, besetzten auf Beschluss des Rates der Stadt am 1. Juli 1546 gegen 21.00 Uhr 200 Magdeburger Bürger das vor den Toren der Stadt liegende katholische Kloster. Um zu verhindern, dass bei einer möglichen Belagerung das Kloster Berge zum Nachteil Magdeburgs besetzt werden könnte, ließ man es komplett abreißen. Alle Gebäude, die Klosterkirche und die Mauern wurden vollständig abgebrochen. Das Bauholz, sieben schöne Glocken, ein neues Uhrwerk, die kostbaren Kirchengefäße, die Dokumente des Klosters und weiteres Inventar wurden nach Magdeburg gebracht. Den Abt Heinrich und das Konvent quartierte man in das Pauliner Kloster ein.
Nach der vernichtenden Niederlage des Schmalkaldischen Heeres (1547), kam es 1550 zu der befürchteten Belagerung der Stadt durch kaiserliche Truppen unter Moritz von Sachsen, die 1551 mit einem ausgehandelten Vergleich endete. Nach Kriegsende erhob die Abtei Anspruch auf Schadensersatz gegen die Stadt. Magdeburg verweigerte jedoch Zahlungen.

## Wiederaufbau/Protestantismus

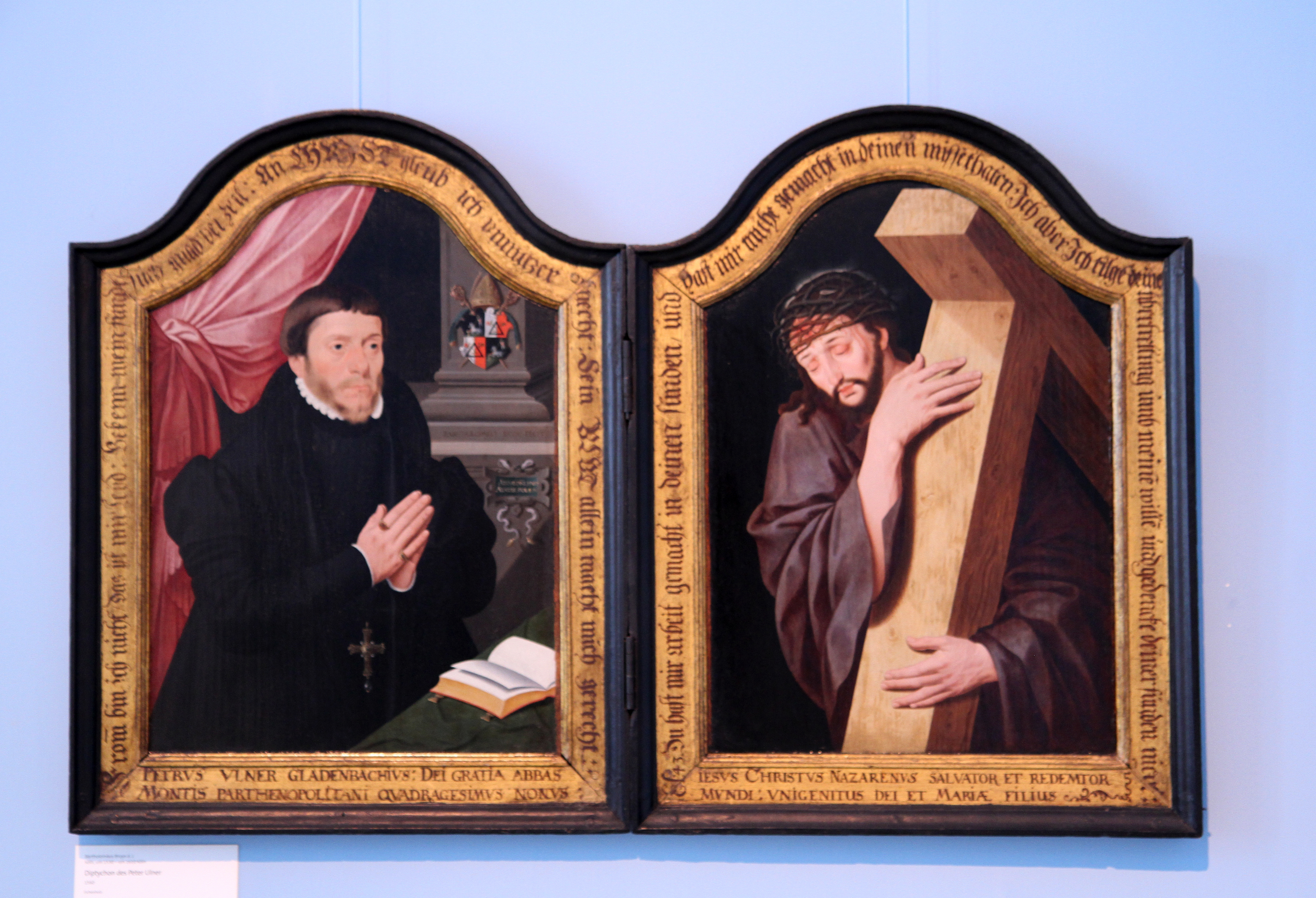
Peter Ulner

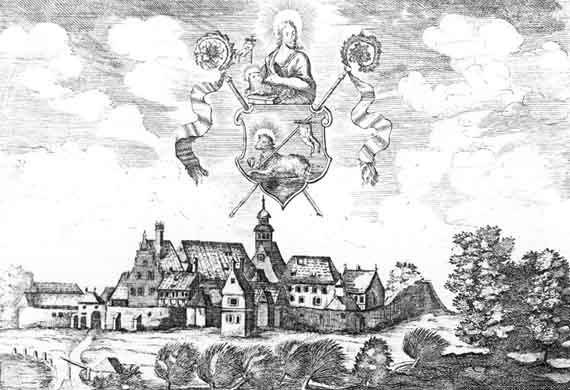
Kloster Berge um 1580

Nachdem Peter Ulner von Gladenbach 1559 die Nachfolge des verstorbenen Abts Heinrich Zierow antrat, begann der Wiederaufbau des Klosters und die Einrichtung einer neuen Bibliothek. Es entstanden ein neues Abteigebäude, eine neue Abteikirche und ein massives Tor.
Im Jahr 1565 bekannte sich das Kloster Berge zum Protestantismus und verließ damit den Benediktinerorden. Das Convent diente nun der Ausbildung evangelischer Theologen. Zudem wurden 12 Kinder als Alumnen aufgenommen, die kostenfrei Wohnung und Unterricht erhielten. Abt Ulner heiratete 1573 eine Magdeburger Bürgerstochter. 1577 wurde die Konkordienformel (das Bergische Buch) verkündet, um die Auseinandersetzungen zwischen den verschiedenen lutherischen Strömungen zu beenden. Im Bergischen Vertrag von 1585 wurde der Streit zwischen dem Magdeburger Rat und dem Erzstift geschlichtet.

## Zerstörung des Klosters und Magdeburgs im Dreißigjährigen Krieg
Während des Dreißigjährigen Krieges litt auch das Kloster Berge schwer. 1623 wurde der Schulbetrieb eingestellt. Wenig später besetzte der kaiserliche Feldherr Wallenstein das Kloster und vertrieb 1628 den protestantischen Abt Crusius, um wieder einen katholischen Abt mit Benediktinern einzusetzen. Nach dem vorübergehenden Abzug der kaiserlichen Truppen ließ Christian Wilhelm von Brandenburg, der lutherische Administrator des Erzbistums Magdeburg, die meisten Klostergebäude abdecken und unbewohnbar machen. Kurz darauf wurde bei der Eroberung und Zerstörung Magdeburgs durch die kaiserlichen Truppen unter Tilly auch das Kloster so weit zerstört, dass nur noch Außenmauern standen.
Crusius’ Nachfolger Sebastian Göbel ließ ab 1660 wichtige Gebäude wieder aufbauen und nahm ab 1664, zunächst in geringer Zahl, auch wieder Freischüler auf.
1666 wurde hier der Klosterbergische Vertrag geschlossen. Die im Dreißigjährigen Krieg 1631 schwer zerstörte Stadt Magdeburg gab hierin ihren alten Anspruch auf Reichsfreiheit auf, unterwarf sich dem 1648 aus dem Erzstift hervorgegangenen Herzogtum Magdeburg unter August von Sachsen, das nach dessen Tod an den „Großen Kurfürsten“ Friedrich Wilhelm von Brandenburg übergehen sollte. Im Vorgriff auf diesen Übergang akzeptierte die Stadt eine kurbrandenburgische Garnison.

## Blüte der Klosterschule
Die Klosterschule gelangte zu stärkerer Bedeutung und wurde ab 1686 von Abt Simon Friedrich Wolfhardt erweitert. Im 18. Jahrhundert nahm das Pädagogium zunehmend zahlende Schüler auf. Die größte Bedeutung erlangte die Schule unter Abt Johann Adam Steinmetz. Unter seiner Leitung, 1732–1762, durchliefen insgesamt 930 Eleven die Schule, darunter Christoph Martin Wieland, Carl Friedrich Fasch und Friedrich von Matthison. Die Einrichtung hatte sich zu einem Zentrum des Pietismus entwickelt. Es bestand eine enge Verbindung zu den Franckeschen Stiftungen in Halle (Saale). 1735 wurde ein Landschullehrerseminar eingerichtet.
Am Kloster Berge wurde auch wissenschaftlich gearbeitet. Im Juni 1761 entdeckte Georg Christoph Silberschlag zusammen mit Heinrich Wilhelm Bachmann vom Observatorium des Klosters die Atmosphäre der Venus.
Mit dem Amtsantritt des Abtes Johann Friedrich Hähn im Jahr 1762 begann der Niedergang der Schule. Nach der Suspendierung Hähns 1771 übernahm Erhard Andreas Frommann das Amt, dem 1774 Friedrich Gabriel Resewitz folgte. Auch ihm gelang es jedoch nicht, den in der Phase des Pietismus erlangten erstklassigen Ruf wiederherzustellen. Resewitz führte zwar Neuerungen ein, wie um 1777 die Einführung des Lehrfaches Technologie mit der Anstellung des Fachlehrers Johann Gottlieb Cunradi, konnte sich aber mit seinen Reformansätzen im Schulbetrieb nicht durchsetzen. Nach diversen Streitigkeiten und einer Schulvisitation wurde Ende 1796 Christian Friedrich Schewe neuer Oberdirektor des Pädagogiums. Zweiter Direktor wurde Johann Gottfried Gurlitt. Resewitz blieb jedoch weiter Abt und legte dieses Amt 1805 nieder.

## Schließung zugunsten der Universität Halle
Nach der preußischen Niederlage gegen Napoleons bei Jena und Auerstedt begann das letzte Kapitel des Klosters Berge. Auf Befehl des preußischen Gouvernements wurde am 17. Oktober 1806 die Schule geräumt und der alte Baumbestand des sogenannten Poetengangs (300-jährige Ulmen und Eichen)  aus strategischen Gründen abgeholzt. Die Festung Magdeburg kapitulierte dann jedoch kampflos vor dem französischen Heer. Unter Marschall Ney und dann im Königreich Westphalen wurde der Schulbetrieb zunächst wieder aufgenommen, aber die Schülerzahl nahm weiter ab. 1810 erließ die Regierung des Königreichs Westphalen ein Dekret, die Klosterschule zu schließen und ihre materielle Ausstattung der Universität Halle zugutekommen zu lassen. Die Klosterbibliothek und die Naturaliensammlung wurden der Universität direkt gegeben, die Schulbibliothek zugunsten eines Studienfonds versteigert.

## Endgültiger Abriss
Ab September 1811 diente das Kloster Berge als Lazarett für Überlebende des französischen Russlandfeldzugs. Napoleon selbst erteilte im Februar 1812 den Befehl, alle Gebäude abzureißen, die im Schussbereich der Festung Magdeburg lagen. Davon betroffen war die gesamte Vorstadt Sudenburg (1812) und etwa 2/3 der Vorstadt Neustadt (1812/13). Der Abrissbefehl traf ebenfalls das Dorf Buckau und das Kloster Berge, da sie im Schussfeld der vorgelagerten Sternschanze lagen. Der Abriss des Klosters begann am 20. Dezember 1813. Ein Wiederaufbau erfolgte nicht mehr.
1816 wurde eine Kloster-Berge-Stiftung gegründet. An der Stelle des Klosters entstand in späterer Zeit der Klosterbergegarten.